# نشمیلان
نشمیلان (به کوردی نه‌شمیلان)، نام یکی از محله‌های شهر سقز است.